# Johannes Friedrich Wilde
Johannes Friedrich Wilde (wirksam in der Umgebung von Wismar 1689–1718) war ein deutscher Maler und Altarbauer, der in Westmecklenburg tätig war. Nähere Lebensdaten Wildes sind nicht bekannt.

## Werke

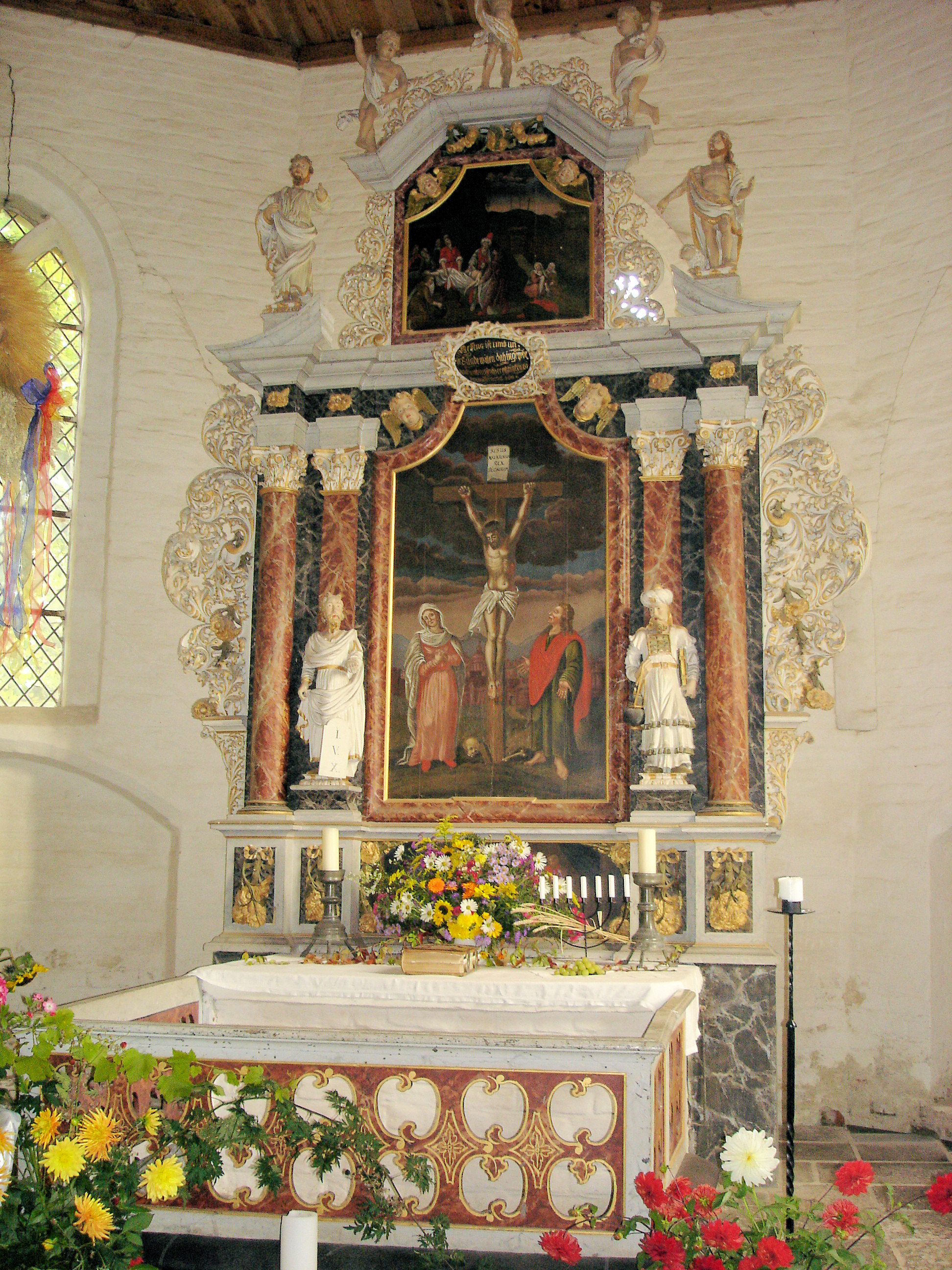
Altar Friedrichshagen (2008)

- 1689 schuf Wilde das Altargemälde Um die strahlende Ostersonne befinden sich vier Evangelisten für die Dorfkirche Alt Sammit.
- 1689 und 1691 fertigte er die Kanzel mit Beichtstuhl und den Altar der Dorfkirche Groß Trebbow.[1]
- 1701 entstand der Altar der Dorfkirche Friedrichshagen.
- 1708 baute er den barocken Altaraufsatz für die mittelalterliche Dorfkirche Kalkhorst und signierte diesen: Dieses Altar hat inventiret vnd vermalet Ioh. Friedr. Wilde Anno 1708.
- 1711 ein barocker Kanzelaltar in der Backsteinkirche Mühlen Eichsen[2]
- Er schuf 1712 das Gemälde einer Dornenkrönung für die Dorfkirche Groß Trebbow.
- 1718 schuf er den Altar der Dorfkirche Gressow, deren Kanzel er bereits 1703 gestaltet hatte.
- Der Altaraufsatz von 1718 in der Dorfkirche Börzow, ein zweigeschossiger Aufbau mit reicher Akanthusschnitzerei, wird ihm ebenfalls zugeschrieben.